# Le Fresne (lai)
La Fresne is een van de 12e-eeuwse Oudfranse lais van Marie de France.

## Verhaal
Een ridder en zijn vrouw krijgen een tweeling, twee zonen. Hun buurvrouw is jaloers en verspreidt het nieuws dat de vrouw een tweeling heeft, omdat ze met twee mannen geslapen heeft. De jaloerse vrouw wordt zelf zwanger en bevalt ook van een tweeling, twee meisjes. Ze wil een van haar dochtertjes doden, om niet in diskrediet gebracht te worden, maar een van de diestmeisjes van de vrouw stemt erin toe de baby mee te nemen. De baby wordt in een zijden kleed gehuld en een in goud gezette robijn wordt eraan vastgemaakt met een lint. De dienstbode brengt de baby ver weg en laat haar achter in de takken van een es dicht bij een abdij. De abdis neemt het kind onder haar hoede, noemt haar Le Fresne (modern Frans: frêne, es), doet alsof het haar nichtje is en voedt het meisje op. Le Fresne groeit op tot een wondermooie vrouw, waarop Heer Gurun verliefd wordt. Hij wordt een weldoener van de abdij. Gurun en het meisje worden geliefden en ze gaat bij hem wonen. Gurun wordt door anderen overgehaald om te trouwen en hij stemt erin toe. Hij verlooft zich met een mooie edeldame, La Coudre (modern Frans: coudrier, hazelaar). De moeder van La Coudre is oorspronkelijk van plan Le Fresne zo ver mogelijk van Gurun weg houden, maar merkt dat Le Fresne erg aardig is. De nacht van de bruiloft helpt Le Fresne het bruidsbed klaar te maken, want ze weet waar Gurun van houdt. Om het mooi te maken legt ze haar brokaat op het bed. De moeder van La Coudre herkent het brokaat en begrijpt dat Le Fresne de tweelingzus is van La Coudre die ze in de steek hadden gelaten. Het huwelijk van La Coudre en Gurun wordt de volgende dag nietig verklaard en Le Fresne en Gurun trouwen. Voor La Coudre wordt een man gevonden, zodat iedereen gelukkig is. 